# Gilles Ehrmann
Pour les articles homonymes, voir Ehrmann.
Gilles Ehrmann, pseudonyme de Pierre Germain Ehrmann, né le 3 septembre 1928 à Metz (Moselle) et mort le 27 mai 2005 à Paris 15e est un photographe français.

## Biographie
Pierre Germain Ehrmann naît de parents domiciliés à Paris mais originaires de Moselle; il est le fils de Paul Georges Ehrmann (né en 1894 à Metz), secrétaire, et de Catherine Berthe Kirschmann (née en 1891 à Fontoy). Il est le frère cadet de la flûtiste Huguette Ehrmann (1926-1990). 
Pendant la Seconde Guerre mondiale, Gilles Ehrmann se réfugie avec sa mère à Avignon, où il débute au théâtre (il joue dans Werther et est figurant dans Carmen).
De 1946 à 1949, il étudie à l’École nationale supérieure des arts décoratifs de Paris. Il fonde une troupe de théâtre d’avant-garde appelée « Ceux-là ». De ces années remonte sa rencontre avec le surréalisme, au travers des amis de Jacques Hérold, en particulier le poète Ghérasim Luca, avec qui il collabora à plusieurs publications.
Il commence un film, jamais achevé, La Rue plage, en 16 mm, dont il est producteur, scénariste et metteur en scène.
1950 marque ses débuts en photographie; il travaille avec un appareil grand-format, le Thornton Picard. Il entreprend son livre Provence noire. Il fait des portraits (Picasso, Chagall, etc.) pour l'hôtel La Colombe d'or à Saint-Paul-de-Vence. Il rencontre André Verdet.
En 1958, il rencontre Jacques Dumons, directeur artistique du magazine Réalités, ce qui lui permet de démarrer une collaboration régulière pour ce magazine (reportages « La Jalousie », « La mère de famille », etc.). Il débute aussi une collaboration avec la revue L'Architecture d'aujourd'hui grâce à André Bloc. Pour Réalités, il réalise trois reportages sur le théâtre, qu'il a redécouvert grâce au chorégraphe Maurice Béjart.
Il entreprend en 1960 avec Jean-Pierre Sudre un important travail pour le groupe Esthétique industrielle à la demande d'EDF.
Il effectue en 1962 un grand voyage en Laponie finlandaise.
Son livre majeur, Les Inspirés et leurs demeures, constitue un reportage photographique très recherché des collectionneurs, consacré aux réalisations relevant de l'art brut. Le livre obtient le prix Nadar en 1963.
En 1990, Patrick Van Antwerpen, qui fut son assistant, commence un documentaire sur le photographe, Gilles Ehrmann et la photographie, film qui reste inachevé du fait du décès du cinéaste le 28 mai 2005,,.

## Expositions
- 1951 : Provence noire, Tourrettes-sur-Loup.
- 1960 : Inspirés et leurs demeures, galerie Les deux Îles, Paris.
- 19 juin - 1er septembre 1965 : rétrospective, Théâtre-Maison de la Culture, Caen.
- 12 décembre 1975 - 21 février 1976 : Photographies de Gilles Ehrmann, Bibliothèque nationale, Paris

puis 24 avril - 7 juin 1976 Maison de la culture de Bourges.
- 29 août - 26 septembre 1976 : Foto Gilles Ehrmann, Norrköpings museum, Norrköping, Suède[4].
- 5 août - 30 septembre 1982 : Gilles Ehrmann : photographies, Musée de l'Abbaye Sainte-Croix, Les Sables-d'Olonne.
- 6 juillet - 20 août 1993 en photographie : Gilles Ehrmann : rétrospective, Musée Réattu, Arles (dans le cadre des Rencontres de la photographie d'Arles ; puis 14 décembre 1993- 6 février 1994, Centre photographique d'Île-de-France.
- 3 juillet - 30 septembre 1998 : Gilles Ehrmann, Abbaye aux Dames, Saintes[5],[6]

puis 7 octobre 1998 - 16 mars 1999, Galerie du Château d'eau, Toulouse
- 2005 : Palais du Tau, Reims (exposition collective)
- 2009 : Galerie Verdeau, Paris (exposition collective)

## Collections
- Frac Bretagne[8], Rennes

## Publications
- Provence noire, textes d’André Verdet, couverture originale de Picasso, Paris, éditions Cercle d'art, 1955, 143 p.
- De Saint-Paul-de-Vence, texte d’André Verdet, Genève, éditions Pierre Cailler, 1956 ; 64 photographies de Gilles Ehrmann et un photomontage de Jacques Prévert.
- Ghérasim Luca, Crier taire sourire fou, Paris, 1961 ; livre d'artiste : 37 photographies de cubomanies de G. Luca par Gilles Ehrmann, contrecollées sur papier Rives BFK, texte entièrement calligraphié par Pierre Boutillier; tirage : 2 exemplaires.
- Les Inspirés et leurs demeures, préface d’André Breton, Paris, éditions Le Temps, 1962 — Prix Nadar 1963[9] Reportage sur les décors oniriques conçus par Adolphe Julien Fouéré, Frédéric Seron, Gaston Chaissac, Hippolyte Massé, Joseph Marnin, Alphonse Wallart, le Meunier de Lacoste et le Facteur Cheval.
- Faire un pas (préf. Jean-Claude Lemagny), Paris, éditions Hazan, 1993, 104 p.  (ISBN 978-2850253270) : carnet d’un voyage effectué en 1968 en Inde, en Afghanistan et au Népal.
- 42 rue Fontaine : l’atelier d’André Breton, texte de Julien Gracq, Paris, éditions Adam Biro, 2003  (ISBN 978-2876603745).
- Charles Soubeyran, Les Révoltés du merveilleux, photographies de Robert Doisneau et Gilles Ehrmann, Cognac, éditions Le Temps qu’il fait, 2004  (ISBN 978-2868534170).
- Jean-Lucien Bonillo, La Villa Bloc de Claude Parent. Architecture et sculpture, Marseille, éditions Imbernon,   2011 ; photographies de Gilles Ehrmann et croquis de Claude Parent  (ISBN 9782919230020).